# Železniška postaja Litija
Železniška postaja Litija je ena izmed železniških postaj v Sloveniji, ki oskrbuje bližnje naselje Litija.